# Кудряшёв, Алексей Павлович
Алексей Павлович Кудряшёв — советский хозяйственный деятель, Герой Социалистического Труда.

## Биография
Родился в 1930 году на территории современной Пензенской области. Член КПСС.
В 1945—1959 — вальщик леса, в 1959—1961 — тракторист, в 1961—1990 — бригадир малой комплексной бригады Хандагатайского леспромхоза Министерства лесной, целлюлозно-бумажной и деревообрабатывающей промышленности СССР в Улан-Удэнском районе Бурятской АССР.
Указом Президиума Верховного Совета СССР от 17 сентября 1966 года присвоено звание Героя Социалистического Труда с вручением ордена Ленина и золотой медали «Серп и Молот».
Депутат Верховного Совета СССР 8-го созыва. Делегат XXIII съезда КПСС
Умер в 1993 году в селе Новоильинск Заиграевского района Республики Бурятия.

## Награды и звания
- Герой Социалистического Труда (17.09.1966)
- Орден Ленина (17.09.1966)